# Centaurium littorale
Centaurium littorale é uma espécie de planta com flor pertencente à família Gentianaceae. 
A autoridade científica da espécie é (Turner) Gilmour, tendo sido publicada em Bulletin of Miscellaneous Information Kew 1937: 498. 1937.

## Portugal
Trata-se de uma espécie presente no território português, nomeadamente os seguintes táxones infraespecíficos:
- Centaurium littorale subsp. littorale - presente em Portugal Continental. Em termos de naturalidade é nativa da região atrás referida. Não se encontra protegida por legislação portuguesa ou da Comunidade Europeia.